# Irina Bliznova
Irina Jurjevna Bliznova (ryska: Ирина Юрьевна Близнова), född 6 oktober 1986 i Krasnodar i dåvarande Sovjetunionen, är en rysk tidigare handbollsspelare (högernia).
Irina Bliznovas karriär i klubblaget GK Lada, där hon spelat hela sin karriär från 2001, har varit mycket framgångsrik med sex ryska titlar, mästare av EHF-cupen två gånger och Cupvinnarcupmästare en gång. Klubben spelade Champions League-final 2007 men förlorade mot danska Slagelse DT.
I landslaget började hon sin karriär med guld vid U20-VM 2005 i Tjeckien, fortsatte med VM-guld 2005, EM-silver 2006 och VM-guld 2007. Hon tog sedan silver vid OS 2008 i Peking och avslutade karriären med OS-guld 2016 i Rio de Janeiro. Med dessa meriter är hon en av de mest framgångsrika handbollsspelarna under 2000-talet i världen.

## Klubbar
- GK Lada (–2012, 2014–2016, 2019–2020)